# قيف (حجر حد)

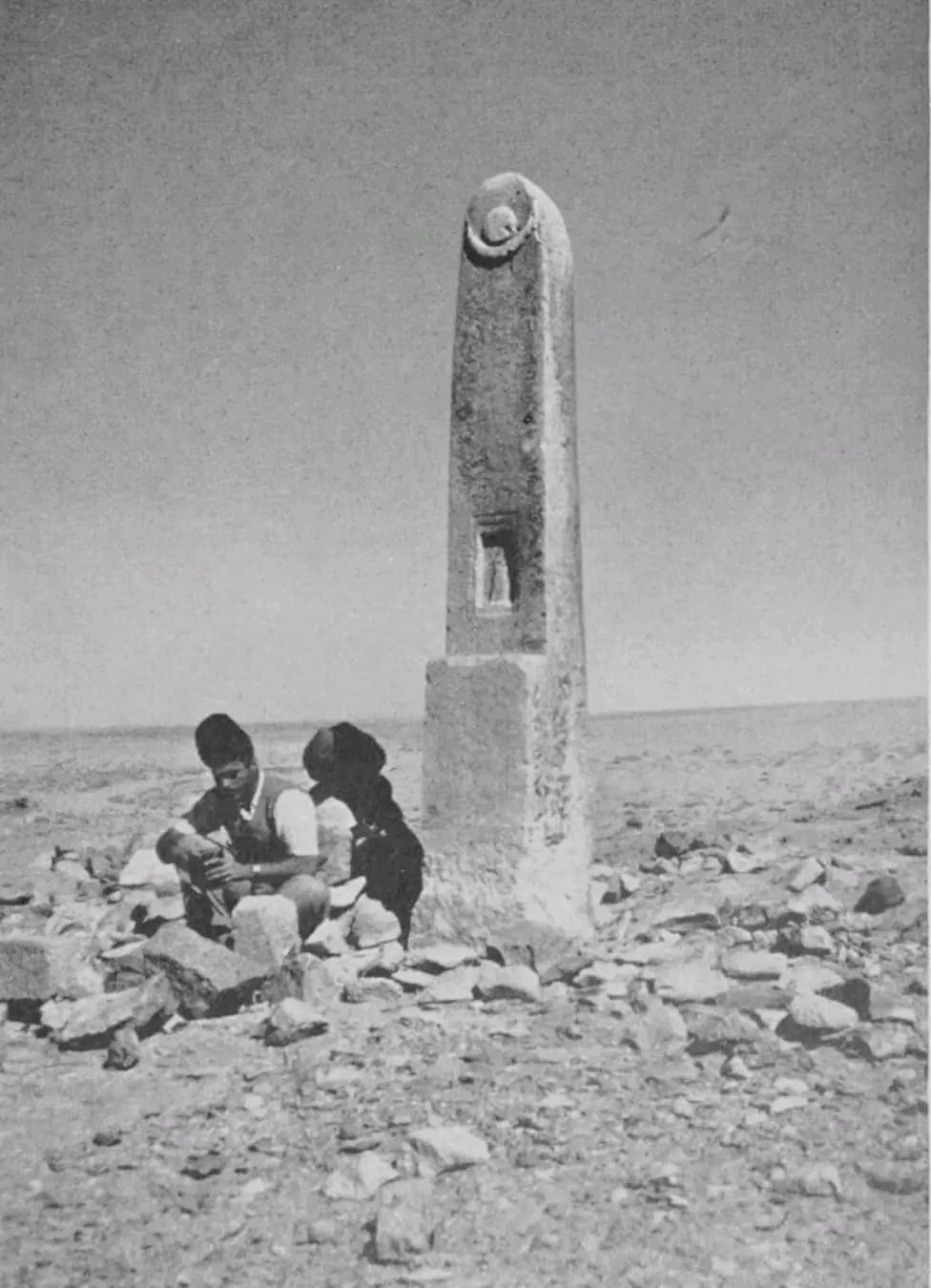
حجر قيف 1952م

قيف أو مقف هو مصطلح باللغة السبئية (العربية الجنوبية عموماً) يعني حجر الحد الذي يوضح حدود الأرض، ويناظر حجارة كودورو في بلاد الرافدين.

## التسمية
اشتقاق اسم القيف من الجذر (ق ي ف) يظهر في النقوش بلفظ هقوف (بمعنى: تحديد، وضع حدود، بيان حدود) وألفاظ قيف، قف، مقف، أقيف، مقيفت (بمعنى: نُصب، حجر حد، حجر له علاقة بعبادة مهما كان نوعها)

## الوظيفة
كان القيف نُصباً حجرياً، يُنقش أحياناً بعبارات قصيرة. يؤدي القيف وظيفة توضيح حدود الأرض وبالتالي يحظى بقدسية وحرمة معينة، ويظهر من بعض النقوش أن طقوساً معينة كانت تتعلق به، مثل الذبح وربما الطواف.

## في اللهجات اليمنية المعاصرة
يشير مصطلح القيف (وجمعه: قيوف) في المخلاف السليماني إلى "الجماعة"، والقافي في العُرف القبلي في اليمن هو الواجب القبلي. وبقي لفظ قيف في تسميات عدة مواضع يمنية مثل قيفان (كشر) وقيفان (الشغادرة) وقبيلة قيفة.